# Tapponia micans
Tapponia micans là một loài nhện trong họ Oxyopidae. Chúng là loài duy nhất của chi Tapponia, được Eugène Simon miêu tả năm 1885.